# Праздники Кабо-Верде

Это список праздников Кабо-Верде.

## Праздники
| Дата       | Праздник            | Местное название                            | Описание                                           |
| 1 января   | Новый год           | Ano Novo                                    |                                                    |
| 13 января  | День демократии     | Dia da Liberdade e Democracia               | Отмечаются первые демократические выборы 1991 года |
| 20 января  | День героев         | Dia da Nacionalidade e dos Heróis Nacionais | Годовщина смерти Амилкара Кабрала.                 |
| 1 мая      | День труда          | Dia do Trabalhador                          |                                                    |
| 1 июня     | День молодежи       | Dia Mundial da Criança                      |                                                    |
| 5 июля     | День независимости  | Dia da Independência Nacional               | От Португалии с 1975                               |
| 15 августа | Вознесение          | Dia da Assunção                             |                                                    |
| 1 ноября   | День всех святых    | Dia de Todos os Santos                      |                                                    |
| 25 декабря | Рождественский день | Natal                                       |                                                    |